# Alice Heinzelmann
Alice Heinzelmann (* 21. Februar 1925 in Delémont; † 18. Dezember 1999 in Reconvilier) war eine Schweizer Schriftstellerin. Sie absolvierte die Handelsschule in Delémont und arbeitete als Direktionssekretärin bei der Boillat SA in Reconvilier.

## Auszeichnungen
- 1958: Prix de la Compagnie des écrivains méditerranéens
- 1960: Prix Midi Libre
- 1965: Grand prix de poésie de la ville d’Arles

## Werke
- Saisons. Regenbogen-Verlag, Zürich 1971
- Le Sac à puces. Erzählungen. Canvas, Saint-Imier 1991
- Au jardin de Line. Erzählungen. Éditions L’Âge d’Homme, Lausanne 2015, ISBN 978-2-8251-4461-9